# Zdeněk Koubek
Zdeněk Koubek (né Zdena Koubková le 8 décembre 1913 et mort le 12 juin 1986) est un athlète tchécoslovaque connu pour avoir battu un record du monde du 800 m féminin en 1934 (2 min 12 s 8). Sous son identité alors féminine, il gagne deux médailles aux Jeux mondiaux féminins de 1934, et plusieurs titres nationaux. Il réalise en 1935-1936 une chirurgie de réattribution sexuelle.

## Biographie

### Enfance et formation
Zdena Koubková naît le 8 décembre 1913 à Paskov et le bébé est assigné femme à la naissance — bien qu'il ait été une personne intersexe — ; sa famille, catholique, est de milieu modeste. L'enfant grandit ensuite à Brno, en Moravie, et entre dans une organisation de gymnastique ; aimant le patin à glace, sa décision finale va cependant à la course.

### Succès en athlétisme
Ayant de grandes compétences en course, Zdena Koubková entre au club Vysokoškolský Sport de Prague en 1932 ; elle y travaille aussi. En 1934, sur le plan national, Zdena Koubková remporte les titres en 100 m, 200 m et 800 m à la course, ainsi qu'en saut en hauteur et en saut en longueur. En juin de la même année, l'athlète fait 2 min 16 s 4 au 800 mètres et bat ainsi le précédent record du monde ; elle bat son propre record deux mois plus tard lors des Jeux mondiaux féminins à Londres ; ce temps ne sera battu qu'en 1983, par Jarmila Kratochvílová. Un autre record a été battu par l'athlète en juin, en relais medley (2x100 m, 200 m et 800 m). Lors des Jeux mondiaux féminins, l'athlète bat un record national en saut en longueur, à 5,70 m, et se classe 3e au niveau mondial. Zdena Koubková est alors une championne mondialement connue. L'auteure Lída Merlínová, voulant donner un exemple d'émancipation aux adolescentes, écrit une biographie romancée de l'athlète ; l'ouvrage ne sera pas apprécié des autres sportifs du Vysokoškolský Sport, qui trouvent qu'il ridiculise l'athlétisme : l'athlète championne est renvoyée de ce club.

### Questionnements personnels et transition
Se questionnant sur son identité et sa personne, l'athlète consulte des médecins, qui lui permettent de comprendre que sa situation est celle d'une personne intersexe. Dès 1935, se sentant homme, Zdena Koubková arrête l'athlétisme féminin et décide de changer de genre et de sexe. En 1935 et début 1936, il suit un traitement hormonal, subit une chirurgie de réattribution sexuelle et fait changer son état civil en tant que Zdeněk Koubek, ; il envisage de poursuivre l'athlétisme et, s'il est possible, de faire son service militaire. Bien que le sujet ait été tabou à l'époque, la presse people a parlé de cette transition ; Zdeněk Koubek a toutefois préféré accorder une interview à un journal réputé, le České slovo, pour parler de son parcours.

### Sortie de l'athlétisme et conférences aux États-Unis
Toutefois, selon Anna Kubišta en 2021, ses records sous son nom précédent sont effacés des annales dans le pays, ce qui ne permet pas au jeune homme de les valoriser après son changement de genre. Certains journaux et certaines associations d'athlétisme internationales accusent la Tchécoslovaquie d'avoir envoyé « des hommes déguisés en femmes » en compétition, et le jeune athlète est mis à l'écart. Il donne quelques conférences aux États-Unis pour témoigner de son parcours, mais arrête en percevant davantage une curiosité déplacée que de l'intérêt sincère pour un être humain.
À l'époque, L'Écho d'Alger écrit qu'après « le sensationnel changement de sexe de l'athlète tchécoslovaque, il est possible qu'à l'avenir, les candidates désireuses de participer à des épreuves féminines se voient dans l'obligation de se soumettre à un examen médical ».

### Retour en Tchécoslovaquie
À son retour dans son pays natal, Zdeněk Koubek travaille dans l'entreprise Škoda. En 1940, il se marie.
Il continue à faire du sport pour le plaisir. Demeuré proche de sa famille, il jouera au rugby dans l'équipe de son frère.

### Mort
Zdeněk Koubek meurt le 12 juin 1986.

## Oubli puis redécouverte
Pendant une longue période, après ses succès de 1934 et sa transition, l'athlète semble avoir été oublié en République tchèque. En 2000, alors qu'il consulte des archives sur les Jeux olympiques, le journaliste sportif Pavel Kovář retrouve son nom de naissance et ses deux records battus : il s'interroge sur cette personne, dont il ne trouve plus trace assez rapidement après ses records mondiaux et entame alors des recherches qui donneront lieu à une biographie.

## Postérité
L'écrivaine tchèque Lída Merlínová lui consacre un livre biographique en 1935, intitulé Zdenin světový rekord (« Le record du monde de Zdena»). Toutefois, ce livre est « très stylisé et  éloigné de la réalité », selon Anna Kubišta en 2021. 